# Megaselia humeralis
Megaselia humeralis är en tvåvingeart som först beskrevs av Zetterstedt 1838.  Megaselia humeralis ingår i släktet Megaselia och familjen puckelflugor. Arten är reproducerande i Sverige. Inga underarter finns listade i Catalogue of Life.